# Aeroportul Municipal Coffeyville
Aeroportul Municipal Coffeyville (IATA: CFV, ICAO: KCFV, FAA LID: CFV) este un aeroport din Kansas, Statele Unite ale Americii ce deservește zona Coffeyville⁠(d). A fost numit după zona deservită.
Situat la o altitudine de 230 m, aeroportul dispune de 2 piste.

## Infrastructură

### Piste
Aeroportul dispune de 2 piste. Pista 04/22 are suprafața de asfalt și dimensiunile 4.005 picioare × 75 picioare. Pista 17/35 are suprafața de asfalt și dimensiunile 5.868 picioare × 100 picioare. 